# Graziano Cecchini
Graziano Cecchini (* 21. Oktober 1953) ist ein italienischer Künstler und Aktivist, der für seine Werke der „Vandalismus“ -Kunst bekannt ist.
Am 19. Oktober 2007 goss Cecchini eine Dose Farbe in den Trevi-Brunnen in Rom, so dass der Brunnen mehrere Stunden lang rotes Wasser ausströmte. Er hinterließ auch mehrere Flugblätter, die die Öffentlichkeit aufforderten, „Farbe anzunehmen“.  Die Polizei von Rom identifizierte Cecchini als Vandale aus CCTV-Aufnahmen und untersuchte ihn wegen angeblicher Beschädigung eines historischen oder künstlerischen Gebäudes.